# Мансілья-де-ла-Сьєрра
Мансілья-де-ла-Сьєрра (ісп. Mansilla de la Sierra) — муніципалітет в Іспанії, у складі автономної спільноти Ла-Ріоха. Населення — 69 осіб (2009).
Муніципалітет розташований на відстані близько 200 км на північ від Мадрида, 55 км на південний захід від Логроньйо.

## Демографія
Динаміка населення (INE ):

## Галерея зображень

Розташування муніципалітету